# Hepatotoxin
Hepatotoxin (z řeckých slov hepar = játra a toxikon = jedovatý) je toxická chemická látka, která poškozuje játra. Může jít o vedlejší účinek chemikálie, ale hepatotoxiny jsou také přírodního původu, jako jsou mikrocystiny a pyrrolizidinové alkaloidy. Hepatotoxické mohou být i rostlinné přípravky.
Další hepatotoxiny se nacházejí v laboratorním prostředí, jako například tetrachlormethan, nebo mnohem hojněji ve formě etanolu (alkoholické nápoje). Podíl na poškození jater byl prokázán u více než 900 léků 
a jedná se o nejčastější důvod proč je lék stažen z trhu.

## Účinky a typy
Účinky hepatotoxinů závisí na jeho množství, místě vstupu a rychlosti distribuce toxinu, a také na stáří a zdravotním stavu člověka. Chemikálie často působí subklinické poškození jater, které se projevuje pouze abnormálními testy jaterních enzymů.
Vnitřní hepatotoxiny (typ A) mají předvídatelný účinek závislý na dávce. Idiosynkratické hepatotoxické reakce (typ B) jsou nepředvídatelné, nezávislé na dávce a zdá se, že je určuje osoba jedince vystaveného expozici. Sloučeniny, které ovlivňují zejména žlučové cesty, se označují jako cholestatické, jedním z příkladů je chlorpromazin. Sloučeniny, které ovlivňují přímo hepatocyty, se nazývají hepatocelulární, jedním z příkladů je paracetamol. Smíšená toxicita, postihující jak žlučovody, tak hepatocyty, není neobvyklá. Hepatocelulární poškození se klinicky vyznačuje vysokým poměrem parametru ALT k ALP, cholestatické poškození nižším poměrem.

## Hepatotoxické látky
- Alfa-amanitin - toxin obsažený v muchomůrce zelené a příbuzné muchomůrce bílé - vnitřní
- Aflatoxin - vnitřní
- Ethanol - vnitřní
- Halothan[3] - idiosynkratický
- Paracetamol – vnitřní
- Pyrrolizidinové alkaloidy se nacházejí v mnoha rostlinách čeledí Boraginaceae, Compositae a Leguminosae – vnitřní
- Luteoskyrin
- Kavalaktony (sporné) - idiosynkratický
- Allylalkohol – vnitřní
- Allopurinol – idiosynkratický
- Amiodaron - idiosynkratický
- Aroclor 1254
- Arsen - vnitřní
- karbamazepin - idiosynkratický
- chlorid uhličitý - vnitřní
- chlorpromazin - idiosynkratický
- kokaetylen
- diklofenak - idiosynkratický
- diethylnitrosamin
- dimethylformamid
- diquat
- etoposid
- indomethacin - idiosynkratické
- těkavé látky
- iproniazid (stažen) - idiosynkratický
- Methapyrilen
- Methotrexát
- 3-methylcholantren
- Všechny peniciliny – idiosynkratické
- Sulfonamidová antibiotika – idiosynkratická
- Tricyklická antidepresiva – idiosynkratická

Fyziologická idiosynkrazie je přecitlivělost až nesnášenlivost na jisté látky. Projevuje se zejména v podobě nežádoucí reakce při požití i malého množství a při prvním styku organismu s původcem idiosynkrazie.